# Cohutta
Cohutta – miasto w Stanach Zjednoczonych, w stanie Georgia, w hrabstwie Whitfield.